# 버니 맥 쇼
《버니 맥 쇼》(영어: The Bernie Mac Show)는 2001년부터 2006년까지 방영된 시트콤이다.

## 배역
- 버니 맥 - 버니 매컬러
- 켈리타 스미스 - 완다 매컬러
- 디 디 데이비스 - 브라이아나 톰킨스
- 제러미 수아레즈 - 조던 톰킨스
- 카미유 윈부시 - 버네사 콤틴스